# Moluckbuskgök
Moluckbuskgök (Cacomantis aeruginosus) är en fågel i familjen gökar inom ordningen gökfåglar.

## Utbredning och systematik
Moluckbuskgök delas in i två underarter:
- Cacomantis aeruginosus heinrichi – norra Moluckerna (Halmahera, Bacan och Obi)
- Cacomantis aeruginosus aeruginosus – södra Moluckerna (Buru, Ambon och Seram) samt Sulaöarna

Tidigare fördes aeruginosus till vanlig buskgök (C. variolosus), varför moluckbuskgök istället kallades Cacomantis heinrichi.

## Status
IUCN kategoriserar arten som livskraftig.